# ريتشارد كيربي
ريتشارد كيربي (بالإنجليزية: Richard Kirby)‏ (28 يناير 1861 في أستراليا - 26 أغسطس 1947) هو لاعب كريكت أسترالي. لعب مع فريق تسمانيا للكريكت.

## وصلات خارجية
- ريتشارد كيربي على موقع إي آس بي آن كريك إنفو (الإنجليزية)